# Талдибулацький сільський округ (Кербулацький район)
Талдибула́цький сільський округ (каз. Талдыбұлақ ауылдық округі, рос. Талдыбулакский сельский округ) — адміністративна одиниця у складі Кербулацького району Жетисуської області Казахстану. Адміністративний центр — село Талдибулак.
Населення — 1847 осіб (2021; 2136 у 2009, 2220 у 1999, 2159 у 1989).
Станом на 1989 рік існувала Калиновська сільська рада (села Бастан, Калиновка, Лугове).

## Склад
До складу округу входять такі населені пункти:
| Населений пункт  | Населення, осіб (1989) | Населення, осіб (1999) | Населення, осіб (2009) | Населення, осіб (2021) |
| ---------------- | ---------------------- | ---------------------- | ---------------------- | ---------------------- |
| Бостан, село     | 741                    | 763                    | 743                    | 557                    |
| Талдибулак, село | 1372                   | 1405                   | 1342                   | 1279                   |
| Терисаккан, село | 46                     | 52                     | 51                     | 11                     |